# 환락송
《환락송》(중국어 간체자: 欢乐颂, 정체자: 歡樂頌, 병음: Huānlè sòng 환러쑹[*], Ode to Joy 오드 투 조이[*])은 2016년 방송되었던 중국의 텔레비전 드라마이다.

## 등장 인물

### 환락송 22층
- 류타오 (유년기: 왕나나(王娜娜) 역) : 안디(安迪) 역
- 장신 : 판성메이(樊胜美) 역
- 왕쯔원 : 취샤오샤오(曲筱绡) 역
- 양쯔 : 추잉잉(邱莹莹) 역
- 차오신 : 관쥐얼(关雎尔) 역

### 허 가(何家)
- 정용대(丁勇岱) (청년기: 왕나나(孙栋) 역) : 웨이궈창(魏国强) 역
- 대미홍(戴美虹) : 안디의 어머니 역
- 쓰윈펑(石云鹏) (유년기: 중보한(钟博翰) 역) : 샤오밍(小明) 역

### 판 가(樊家)
- 장내화(张乃华) : 판젠궈(樊建国) 역
- 강군지(康群智) : 류메이란(刘美兰) 역
- 웨양(岳旸) : 성메이의 오빠 역
- 자오첸쯔(赵千紫) : 수쥐안(淑娟) 역
- 탕이청(汤亦程) : 레이레이(雷雷) 역

### 취 가(曲家)
- 왕영천(王永泉) : 샤오샤오의 아버지 역
- 목려연(穆丽燕) : 샤오샤오의 어머니 역
- 궈샤오란(郭晓然) : 취롄제(曲连杰) 역

### 추 가(邱家)
- 풍휘(冯晖) : 잉잉의 아버지 역

### 관 가(关家)
- 담희화(谭希和) : 쥐얼의 아버지 역
- 류민타오(刘敏涛) : 쥐얼의 어머니 역

### 바오 가(包家)
- 장신광 (张晨光) : 이판의 아버지 역
- 쥐안쯔(娟子) : 이판의 어머니 역
- 양숴(杨烁) : 바오이판(包奕凡) 역

### 기타
- 조봉(祖峰) : 웨이웨이(魏渭) 역
- 왕개(王凯) : 자오치핑(赵启平) 역
- 장륙(张陆) : 왕보촨(王柏川) 역
- 근동(靳东) : 탄쭝민(谭宗明) 역
- 오호신(吴昊宸) : 잉칭(应勤) 역
- 덩룬 : 셰빈(谢滨) 역
- 진룡 : 천자캉(陈家康) 역
- 장샤오첸 : 야오빈(姚滨) 역
- 왕문시(王雯诗) : 쿵쿵(恐恐) 역
- 호이정(胡伊静) : 란란(岚岚) 역
- 진목양(陈牧扬) : 바이 주관(白主管) 역
- 녕문동(宁文彤) : 옌뤼밍(严吕明) 역
- 왕굉(王宏) : 린징(林靖) 역
- 유림(刘琳) : 슈위안(秀媛) 역